# 허먼 위트킨

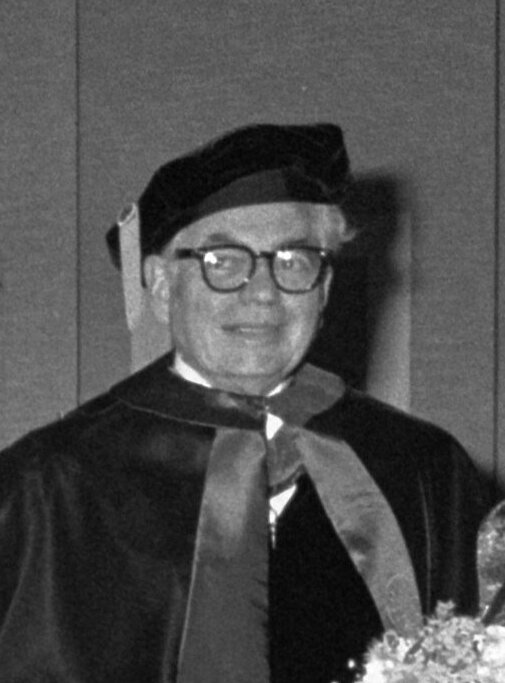
허먼 위트킨

허먼 A. 위트킨(1916년 8월 2일~1979년 7월 8일)은 미국의 심리학자로 인지 이론 발달의 선구자였다. 다른 인지 심리학자들이 학습 장애에 대해 설문지법으로 진단하던 것에 반해 위트킨은 투영 검사법과 문제 해결법을 사용했다. 장(field)의존-장독립 이론을 제안한 심리학자로 가장 잘 알려져 있다.